# Hydromorphus dunni
Hydromorphus dunni är en ormart som beskrevs av Slevin 1942. Hydromorphus dunni ingår i släktet Hydromorphus och familjen snokar. Inga underarter finns listade i Catalogue of Life.
Artens utbredningsområde är Panama. Arten är endast känd från ett exemplar som hittades nära staden Boquete i landets västra del. Området ligger vid 1250 meter över havet och är täckt av fuktig skog. Troligtvis simmar Hydromorphus dunni ofta i vattendrag. Honor lägger antagligen ägg.
Beståndet hotas av skogarnas omvandling till kaffeodlingar samt av vattenföroreningar. IUCN listar arten med kunskapsbrist (DD).